# Azeta continuens
Azeta continuens är en fjärilsart som beskrevs av Walker 1858. Azeta continuens ingår i släktet Azeta och familjen nattflyn. Inga underarter finns listade i Catalogue of Life.